# The Changeling (livre)
Pour les articles homonymes, voir Changeling (homonymie).
The Changeling est un roman de Zilpha Keatley Snyder. Le livre a été publié pour la première fois en 1970.